# Xylopia cuspidata
Xylopia cuspidata é uma espécie de magnólia. Foi descrito pela primeira vez por Friedrich Ludwig Diels .  Xylopia cuspidata pertence ao gênero Xylopia, e à família Annonaceae.
Este tipo de planta pode ser encontrado em:
- Peru